# 더크

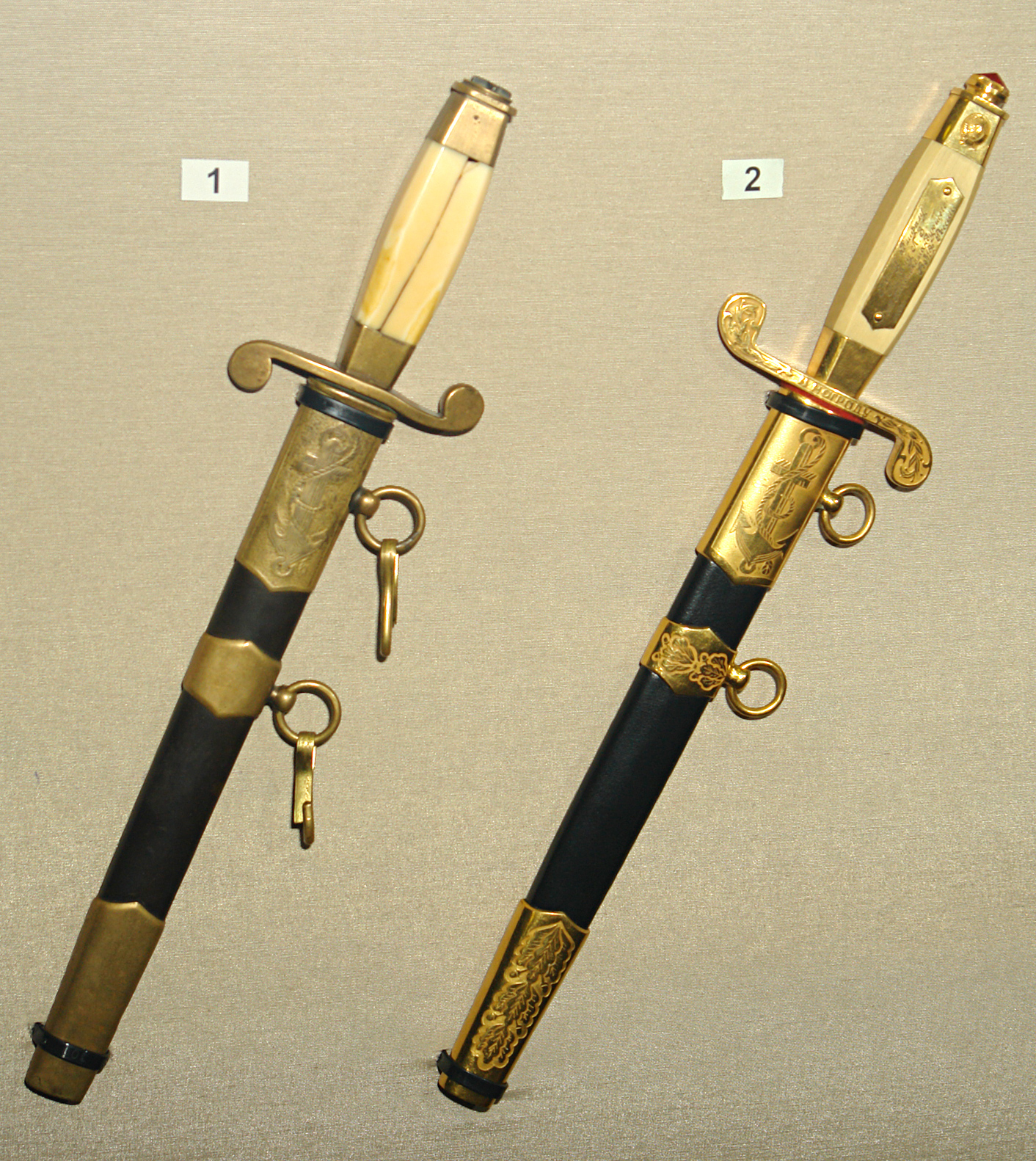

더크(dirk)는 과시적인 긴 단검이다. 이 무기는 대항해시대 당시 군인들이 백병전에서 대인 무기로 사용하거나, 스코틀랜드의 하이랜더 연대에서 보조 무기로 사용했다.